# Ophichthus singapurensis
Ophichthus singapurensis är en fiskart som beskrevs av Bleeker, 1864-65. Ophichthus singapurensis ingår i släktet Ophichthus och familjen Ophichthidae. Inga underarter finns listade i Catalogue of Life.